# 見目誠
見目 誠（けんもく まこと、1952年〈昭和27年〉8月27日 - 2013年〈平成25年〉7月14日）は、日本の翻訳家、俳人、詩歌研究家。埼玉県生まれ。1976年学習院大学文学部卒。同大学院仏文科博士課程単位取得退学。その後高校教諭をしながら、文筆・翻訳活動を行った。日本フランス語フランス文学会、日本翻訳家協会、俳人協会、国際俳句交流協会会員。「馬酔木」、「関西文学」同人。

## 経歴
東京都立九段高等学校、学習院大学を経て、学習院大学大学院でフランス文学を専攻する。高校時代より中原中也、ボードレール、ランボーなどを愛読した。 大学時代には松尾芭蕉に傾倒する。大学院生時代に尾崎放哉の詩に出会う。
大学院退学後、教職に就く傍ら当時海外で知られていなかった日本文学の仏訳に取り組む。1987年、見目が訳した正岡子規、種田山頭火などの仏訳がフランスに紹介されたことをきっかけに俳句研究家でブレスト大学講師のアラン・ケルベルンと知り合い、以降文通を重ねる。
1989年、正岡子規、荻原井泉水、内藤鳴雪、松瀬青々、前田普羅らの仏訳を尼崎稲園高等学校の研究誌『稲園紀要』に発表。
1991年、尾崎放哉の初の仏訳詩集"Portrait d'un moineau a une patte"をアラン・ケルベルンと共同出版。
1993年、富田木歩の仏訳句集を尼崎稲園高等学校の研究誌『稲園紀要』に発表。
1993年から1994年にかけて、ギョーム・ド・ロリス、ジャン・ド・マンによる十三世紀の宮廷ロマンス作品『薔薇物語』の邦訳を『関西文学』誌上に連載。
1994年、式子内親王の短歌100首の仏訳を西宮今津高校研究紀要に発表。
1998年2月27日、第37回俳人協会賞で著書『呪われた詩人　尾崎放哉』が第12回俳人協会評論新人賞を受賞。
1999年、カナダ・ダビッド社より出版された『国境なき俳句～世界俳句選集』(原題不詳)に正岡子規、高浜虚子らの見目による仏訳が採用される。
2003年、吉永小百合による原爆詩英訳朗読が米国民の感動を誘っていることを知り、以降パトリック・ブランシュと共に原爆詩の仏訳に取り組む。
2012年、松尾芭蕉の初の仏訳全集である"Bashō Seigneur ermite"をDominique Chipotと共同出版。
2013年7月14日、死去。享年60。
教師としては兵庫県立尼崎稲園高等学校、兵庫県立西宮今津高等学校、兵庫県立東神戸高等学校、兵庫県立西宮香風高等学校で国語科教諭を歴任した。

## 著書
- 『呪われた詩人尾崎放哉』 春秋社 1996.4（1996年度俳人協会評論新人賞受賞）
- 『日・仏語版見目誠俳句選集Ⅰ・Ⅱ』（私家版）2004, 2010

## 翻訳
- 『Portrait d'un moineau à une patte（仏訳放哉百句選）』共訳、Éditions Folle Avoine, 1991
- ギヨーム・ド・ロリス, ジャン・ド・マン『薔薇物語』未知谷 1995（1995年度日本翻訳出版文化賞受賞）
- 『フラメンカ物語』未知谷 1996
- 『柳軽やかなり パトリック・ブランシュ自選句集』未知谷 1997
- 『日・仏語版　句集長崎（抄）』（私家版）共訳, 2000
- 『日・仏語版　句集広島（抄）』（私家版）共訳, 2000
- 『日・仏語版　金子みすゞ詩抄 -Malgré tout le ciel est toujours bleu, Poèmes choisis de Misuzu KANEKO-』（私家版）共訳, 2003
- 『日・仏語版　原爆詩選Ⅰ -Hiroshima Nagasaki après la bombe atomique I, Poèmes choisis-』（私家版）共訳, 2004
- 『日・仏語版　原爆詩選Ⅱ -Hiroshima Nagasaki après la bombe atomique II, Poèmes choisis-』（私家版）共訳, 2005
- 『日・仏語版　原爆詩選Ⅲ　少年少女の原爆詩選 -Hiroshima Nagasaki après la bombe atomique III, Poèmes choisis-』（私家版）共訳, 2005
- 『日・仏・英語版　原爆詩選Ⅳ　原爆俳句選 -Hiroshima Nagasaki après la bombe atomique/after the atomic bomb IV, Haïkus choisis/Selected haikus IV-』（私家版）共訳, 2006
- 『日・仏・英語版　原爆詩選Ⅴ　小山誉美「原爆悲唱」-Hiroshima Nagasaki après la bombe atomique/after the atomic bomb V, Élégie pour Nagasaki/Elegy for Nagasaki, 124 tankas de Takami Oyama/124 tankas of Takami Oyama-』（私家版）共訳, 2006
- 『日・仏語版　原爆詩選Ⅵ　松尾あつゆき「原爆句抄」-Hiroshima Nagasaki après la bombe atomique VI, Poèmes D'un Rescapé, 273 haikus d'Atsuyuki Matsuo-』（私家版）共訳, 2007
- 『日・仏語版　鴨長明選集 -Avant que d'abandonner ce monde flottant, 76 tankas de KAMO NO CHOMEI, traduits et livrement adaptés-』（私家版）2006
- 『Du rouge aux lévres（紅脣）』（女流俳人フランス語訳アンソロジー）共訳、La table ronde, 2008
- 『ブルターニュ幻想民話集』アナトール・ル・ブラーズ編 国書刊行会 2009
- 『La lune et moi（馬醉木選句フランス語訳集）』共訳、Éditions Points, 2011
- 『Bashō Seigneur ermite（聖隠遁者）（松尾芭蕉全句フランス語訳））共訳、La table ronde, 2012
- 『Le Campherier Irradie（被爆した楠）』（山口彊著「人間筏」フランス語訳）共訳、Les Éditions du tanka francophone, 2013